# 262419 Suzaka
262419 Suzaka è un asteroide della fascia principale. Scoperto nel 2006, presenta un'orbita caratterizzata da un semiasse maggiore pari a 2,6973560 UA e da un'eccentricità di 0,1512599, inclinata di 3,73464° rispetto all'eclittica.
L'asteroide è dedicato all'omonima città giapponese.